# Cratere Henri
Henri  è un cratere sulla superficie di Mercurio.